# لایل دلا ورده
لایل دلا ورده (انگلیسی: Lyle Della-Verde؛ زادهٔ ۹ ژانویهٔ ۱۹۹۵) بازیکن فوتبال اهل بریتانیا است.
از باشگاه‌هایی که در آن بازی کرده‌است می‌توان به باشگاه فوتبال کراولی تاون، باشگاه فوتبال فولام، باشگاه فوتبال تاتنهام هاتسپر، باشگاه فوتبال بریستول راورز، و باشگاه فوتبال فلیتوود اشاره کرد.